# Callisto
Callisto – fiński zespół muzyczny, wykonujący muzykę będącą wypadkową wpływów hardcore’a i doom metalu (zob. sludge metal). Brzmieniowo i kompozycyjnie utwory zespołu kojarzono z dokonaniami zespołów Isis, Cult of Luna i Pelican. Wczesne dokonania zespołu opisywano niekiedy jako atmosferyczny sludge metal, ale już muzyka z albumu Noir (2006) należy raczej do post metalu. Ze względu na teksty zespół zaliczany jest do zespołów chrześcijańskich.

## Dyskografia
| True Nature Unfolds                     | - Data: kwiecień 2004 - Wydawca: Fullsteam Records  | –  |
| Noir                                    | - Data: 10 maja 2006 - Wydawca: Fullsteam Records   | –  |
| Providence                              | - Data: 18 lutego 2009 - Wydawca: Fullsteam Records | 23 |
| Secret Youth                            | - Data: 30 stycznia 2015 - Wydawca: Svart Records   | 37 |
| „–” oznacza, że album nie był notowany. |                                                     |    |